# Воронезьке водосховище
Воронезьке водосховище — водосховище на річці Воронеж на території Воронезької області Росії. Цілком розташоване в міському окрузі Воронеж і є одним із найбільших у світі водосховищ, цілком розташованих у межах міста. Початкові (проектні) параметри водосховища були такі: площа 70 км², обсяг 0,204 км³, довжина 35 км, середня ширина 2 км, середня глибина 2,9 м, висота над рівнем моря — 93,0 м. Нині водосховище змінило свої розміри: площа 59,9 км², обсяг 0,1993 км³, середня ширина 1,7 км, середня глибина 3,3 м, максимальна глибина 19,4 м. Утворено в 1971—1972 роках греблею з метою промислового водопостачання міста. У розмовній мові воронежців іноді називається морем або Воронезьким морем. В даний час сильно забруднене Ведутся роботи зі збільшення середньої глибини водойми з метою його очищення На берегах водосховища розташоване місто Воронеж.

## Історія
Раніше на місці водосховища була річка Воронеж, на берегах якої 1695 року і почалося будівництво кораблів Петром I. У результаті робіт масиви лісів на берегах було вирубано, що призвело до сильного обміління річки. Щоб врятувати водойму від пересихання, за проектом англійського інженера Пері було побудовано шлюзові системи. Вода в річці піднімалася до 15 футів. А для безпеки судноплавства в 1703 році при впадінні артерії звели першу на річці Вороніж дерев'яну греблю і стулковий шлюз.
Дерев'яна гребля проіснувала до 1931 року, але занепала набагато раніше. Її територія стала розсадником інфекцій і малярійних комарів, заплава річки перетворилася на болото. Крім того, у 30-ті роки Воронеж ставав містом із великою кількістю промислових підприємств. Потреби міста у воді різко зросли. Внаслідок цього 14 серпня 1937 року ЦК ВКП(б) і РНК СРСР ухвалили Постанову «Про оздоровлення річки Воронеж та її заплави». Розглядали два варіанти: затоплення і осушення. Перевагу віддали затопленню: у 1940-ті рр. планували створити водосховище за 10 кілометрів від Воронежа і зміцнити валами береги. Але 1941 року почалася війна. Воронеж був серйозно зруйнований, відновлення міста тривало близько 15 років, і тільки 1967 року повернулися до цієї ідеї. Роботи зі створення водосховища проводили в стислі терміни, з випередженням, унаслідок чого замість 15 років, відведених на створення водойми, вклалися в 3 роки. Але через поспішне будівництво не вдалося належним чином підготувати дно водосховища і поглибити його (середня глибина становила лише 2-3 метри), не було побудовано очисних споруд підприємств. Усе це, на думку екологів, стало в майбутньому причиною серйозного забруднення води
9 серпня 1971 року було здійснено вирішальну операцію: будівельники перекрили русло річки Воронеж. 31 березня 1972 року почалося заповнення Воронезького водосховища. Через 4 дні, 3 квітня 1972 року, комплекс технічних споруд Воронезького гідровузла, включно з греблею і судноплавним шлюзом, вступив в експлуатацію. До літа 1972 року рівень води встановився на сучасному рівні
Проєкт вирішував і транспортне завдання — створював водний шлях із Дону через річку Воронеж до Липецька. У 1982 році екскурсії перевезли понад 200 тисяч пасажирів. Сьогодні цей маршрут не діє. Також із 70-х років на водосховищі вівся промисел риби — до 1990 року вилов досяг 10 тонн
У 1975 році велися роботи з благоустрою набережних Воронезького водосховища. Були відкриті парки «Червоні вітрила» і «Дельфін» на лівому березі. На пляжі біля парку «Червоні вітрила» зведено декоративний маяк
1977 року розпочалося будівництво Північного мосту через водосховище. 5 грудня 1985 р. його було відкрито
На початку 90-х санітарні служби оголосили, що водойма не відповідає прийнятим нормам, тому купання у водосховищі стали менш масовими, а рибна ловля на його території залишилася тільки спортивним захопленням. Влада проводила чистку, але вона була недостатньо глибокою, щоб змінити ситуацію на краще. Сьогодні промисловість міста потребує втричі менше води, ніж у 70-ті, а на зрошення витрачається лише 1,39 млн кубометрів води на рік — 2,6 % загального водоспоживання. За 40 років площа водосховища зменшилася, з кожним роком розширюються мілини
До початку 2000-х рр. біля дамби Чернавського мосту працювали 2 аераційні фонтани, які виконували роль насичення киснем води в застійних кутах водойми та охолоджували воду. У травні 2010 р. приблизно в тому ж місці, біля парку «Червоні вітрила», планувалося побудувати грандіозний фонтан із висотою струменя до 175 метрів, але цей проект так і залишився на папері
З 1991 по 1996 рр. на лівому березі біля залізничного мосту (вул. Артамонова-Одінцова) проводили роботи з намиву берега — було створено піщаний пляж завдовжки 2 кілометри і завширшки 300—800 метрів, а також піщану косу. Приблизно в цей самий час намивали ділянки берега в Отріжці на північ від залізничного мосту, почалося створення острова для ВПС-4. У 2004 році було намито пляж біля санаторію ім. Горького
7 вересня 1996 р. було урочисто відкрито Адміралтейську площу на правому березі водосховища. На її місці будувалися перші кораблі Російського флоту.
У 2005 році з'явився проект масового намиву берегів і островів, що, на думку його розробників, має поглибити водосховище до 8-10 метрів і прискорити течію, при різкому зменшенні площі водного дзеркала. Це дасть змогу очистити воду та запобігти екологічній катастрофі. На змитих площах побудують дороги і житлові квартали, що принесло б місту додаткову вигоду. Активно підтримав цей проект головний архітектор області Леонід Яновський і мер Борис Скринніков. Однак низка екологів вважають такий проект сумнівним, до того ж на його реалізацію потрібно багато грошей і кілька десятиліть. Однак у генплані Воронежа 2008 р. у водосховищі все ж передбачається намити кілька ділянок до 2020 року.
З 2007 по 2009 рр. з ініціативи мера Б. Скриннікова було намито ділянку суші біля Вогресовської дамби на правому березі (Петровська набережна), шириною до 300 метрів. На ній планувалося створити розважальний комплекс, торгові центри, аквапарк, але ці проєкти залишилися нереалізованими. На вулиці Артамонова з 2009 р. ДБК веде будівництво житлового комплексу.
У листопаді 2008 р. ВОГРЕСівський міст було визнано аварійним.
У жовтні 2009 р. закінчилася 15-річна реконструкція Чернавського мосту.
У 2001—2009 рр. побудовано ЖК «Білі вітрила», який став одним із найбільш примітних об'єктів на лівому березі водосховища. Житловий комплекс являє собою три житлові будинки, виконані в єдиному архітектурному стилі, які з вигляду нагадують вітрила. Наприкінці 2010 р. завершено будівництво іншого примітного ЖК на узбережжі «Вільховий». З вересня 2011 р. також на лівому березі, будується 17-25-поверховий житловий комплекс «Дельфін», що складається з 11 будинків
У липні 2014 року на водосховищі відкрився корабель-музей «Гото Предестинація».

## Гідровузол
Довжина напірного фронту водосховища — 1420 метрів.
Гідровузол складається з кам'яних
греблі довжиною 1100 і шириною 10 метрів, водоскиду довжиною 207 метрів, однокамерного шлюзу, прокладеного над входом у шлюз моста завдовжки 112, завширшки 10 і заввишки 10 метрів.
Водоскид здійснюється з висоти 8,5 метрів. Гребенем греблі організовано автомобільний рух.

## Фауна
У самоочищенні водоймища велика роль рачків Daphnia і Chydorus spharicus, а також личинок комарів-хірономід (особливо виду Chironomus plumosus) та двостулкових молюсків. У весняно-літній час ділянки мілини на водоймищі добре прогріваються і стають місцем для розмноження комарів, що впливає на міську популяцію цих комах. У Воронезькому водосховищі водяться такі риби як: лящ, окунь, плотва, сазан, судак та ін.
До зарегулювання річки Воронеж її фауна було представлено 41 видом риб та круглоротих. На водосховищі були виявлені ряпушка, пелядь, товстолобик і білий амур, які потрапили під час його зариблення або самостійно мігрували із зариблених водойм басейнів річок Воронеж і Дон. У першому десятилітті (1972—1981) було виявлено 37 видів риб (у уловах були відсутні стерлядь, вирізуб, білоперий піскар, гольян, бичок, бичок-цуцик та підкаменник), у другому (1982—1991) — 25 (не зустрінуті українська мінога, елец, елец Данилевского, голавль, подуст, шемая, синець, сопа, рибець, переднеазіатська шипування, бірючок). У 1992—1997 було також відзначено 25 видів — була відсутня чехонь, але з'явилися два види ялинців, передньоазіатська шипування та бичок-цуцик. У 1998 році акліматизовано веслонос. Щорічно проводиться запуск мальків (близько 20 тис. штук) товстолобика та білого амура. В останні роки відзначається збільшення частки видів реофільного комплексу, що говорить про деяке покращення стану вод водосховища. Загалом у Воронезькому водосховищі зафіксовано 44 види риб. У верхів'ях водоймища виявлено на гніздуванні 43 види птахів водно-болотного комплексу. Воронезьке водосховище — важлива «станція» на шляхах прольоту водоплавних птахів, у тому числі, занесених до Червоної книги Російської Федерації, зокрема білощекої казарки, скопа
До створення водосховища у заплаві річки Воронеж встановлено перебування 87 видів птахів або 32,3 % від числа зареєстрованих на той період в області. Відбулося збільшення кількості видів птахів до 102 у 1972, 122 у 1973 та 135 у 1974. Вже через два роки після виникнення водосховища, видовий склад птахів цієї території включав 50,2 % від усіх видів, зареєстрованих в області. В даний час це співвідношення дещо знизилося (до 41,9 %) за рахунок появи нових видів у регіоні

## Екологія
За хімічним складом вода водосховища відноситься до гідрокарбонатного кальцієво-магнієвого типу. Мінералізація води на різних ділянках неоднакова та коливається від 0,14 до 0,72 г/л; в окремі роки вона досягала 0,9 г/л
За період існування водосховища процеси формування угруповань водних організмів можна вважати завершеним. Ці спільноти відрізняються високим рівнем біологічної різноманітності та порівняльною стійкістю. Індекси сапробності характеризують водосховище слабозабрудненим. У водосховищі нині налічується понад триста видів водоростей, 67 видів вищих рослин, близько 200 видів зоопланктону та понад 170 видів зообентосу.
Біомаса фітопланктону природно коливається у вегетаційний період, а й у роках, досягаючи максимуму у роки інтенсивного «цвітіння» води. Її показники були від 0,09 до 15,2 г/м³, а середнє разове значення сягало 14 — 815 т
Чисельність та біомаса зоопланктону склали відповідно 44,2 — 179,2 тис. екз/м³ та 0,67 — 3,12 г/м³
Зообентос водосховища характеризується високою чисельністю та біомасою, становлячи відповідно 1066—2633 екз/м² та 14,1 — 430,7 г/м². За запасами природних кормів Воронезьке водосховище лише на рівні деяких великих рівнинних водоймищ і навіть перевершує їх: запаси невикористаних рибами кормів становлять 2127 — 7307 кг/га
Розрахунки рибопродуктивності по кормовій базі риб показали, що Воронезьке водосховище має великі потенційні можливості для створення на його базі гарного рибного господарства
Загальним результатом розвитку рослинного покриву Воронезького водосховища в умовах урбанізованого ландшафту та високого ступеня антропогенного впливу на водозбірну поверхню є прискорення темпів заростання мілководних ділянок, в середньому в 2 — 2,5 рази порівняно з аналогічними водоймищами, та швидкий перехід його верхів'їв до етапу загасання. водної екосистеми та формування вихідних рослинних угруповань. Сучасний стан рослинного покриву Воронезького водосховища загалом можна оцінити з біологічної точки зору як відносно стійку стадію розвитку, що сформувалася в умовах урбанізованого ландшафту за певного характеру експлуатації водойми.
Води Воронезького водосховища забруднені. Згідно з результатами досліджень, проведених Управлінням Росспоживнагляду по Воронезькій області з 5 по 7 серпня 2008 року, загальна кількість коліформних бактерій у воді біля пляжу «Дельфін» перевищувала норми у 4,8 раза; біля пляжу СХІ — у 48 разів. У воді водосховища біля пляжу «Дельфін» знайшли цисти лямблій. Проте належить до водойми І категорії — рибогосподарська водойма

## Острови
В акваторії водосховища знаходиться близько десяти невеликих безлюдних островів та груп. В основному ці острови є колишніми височинами, які залишилися вищими за рівень водосховища і після затоплення заплави річки.
Це: Багратіонівські острови Острів Кохання Острів Максима Горького Масловські острови Відрізський (Мурашиний) острів Піщаний острів Петрівський острів Придаченська дамба Рибальський острів Таврівські (Березівські) острови Яковлівський острів

## Вирішення існуючих проблем водоймища
З 2012 року департаментом природних ресурсів та екології Воронезької області приділяється значна увага Воронезькому водосховищу.
21 листопада 2012 року у місті Воронежі відбулася Всеросійська науково-практична конференція «Пріоритетні напрямки екологічної реабілітації Воронезького водосховища». За її підсумками було запропоновано провести конкурс на розробку проекту концепції екологічної реабілітації Воронезького водосховища з метою комплексного та системного вирішення існуючих проблем.
У серпні 2013 року завершено перший етап комплексного підводно-технічного обстеження стану Воронезького водосховища з метою отримання достовірних даних про його морфологічні, батиметричні, геодезичні характеристики, виявлення джерел надходження забруднюючих речовин у водойму та визначення місця розташування підводних трубопроводів та інших об'єктів, на ділянці між Чернівським. Вогресівськими мостами
У жовтні 2013 року завершено другий етап комплексного підводно-технічного обстеження стану Воронезького водосховища на ділянці між Чернавським та Північним мостами
У грудні 2013 року розпочалися роботи з комплексного підводно-технічного обстеження стану Воронезького водосховища на ділянці між Північним мостом та верхов'ям водосховища біля села Чортовицьке.
У грудні 2013 року визначено компанію, яка займеться організацією та проведенням конкурсу — ТОВ «Проект Медіа», яка має досвід проведення великих міжнародних архітектурних конкурсів. Куратором міжнародного конкурсу на розробку концепції реновації Воронезького водосховища стане Барт Голдхоорн — архітектор, архітектурний критик, засновник та видавець провідного російського професійного видання «ПРОЕКТ Росія», один із засновників та куратор Московської бієнале архітектури, конкурсу «Премія Авангард» виставки «Арх Москва».